# Carney (Maryland)
Carney és una concentració de població designada pel cens dels Estats Units a l'estat de Maryland. Segons el cens del 2000 tenia 28.264 habitants.

## Demografia
Segons el cens del 2000, Carney tenia 28.264 habitants, 12.083 habitatges, i 7.322 famílies. La densitat de població era de 1.561,2 habitants per km².
Dels 12.083 habitatges en un 27,1% hi vivien nens de menys de 18 anys, en un 46,2% hi vivien parelles casades, en un 10,6% dones solteres, i en un 39,4% no eren unitats familiars. En el 32,4% dels habitatges hi vivien persones soles el 15% de les quals corresponia a persones de 65 anys o més que vivien soles. El nombre mitjà de persones vivint en cada habitatge era de 2,28 i el nombre mitjà de persones que vivien en cada família era de 2,91.
Per edats la població es repartia de la següent manera: un 22% tenia menys de 18 anys, un 8,2% entre 18 i 24, un 29,4% entre 25 i 44, un 21% de 45 a 60 i un 19,4% 65 anys o més.
L'edat mediana era de 39 anys. Per cada 100 dones de 18 o més anys hi havia 84,3 homes.
La renda mediana per habitatge era de 49.365 $ i la renda mediana per família de 57.079 $. Els homes tenien una renda mediana de 40.265 $ mentre que les dones 31.914 $. La renda per capita de la població era de 24.428 $. Entorn del 2,8% de les famílies i el 5,4% de la població estaven per davall del llindar de pobresa.

## Poblacions més properes
El següent diagrama mostra les poblacions més properes.